# Hieracium ellipsoideum
Hieracium ellipsoideum es una especie de planta con flor del género Hieracium, de la familia Asteraceae, orden Asterales.

## Distribución
Hieracium ellipsoideum se distribuye por Dinamarca.

## Taxonomía
Fue descrita científicamente por Wiinst. Fue publicada en Dansk Ekskurs.-Fl.